# 光ファイバー

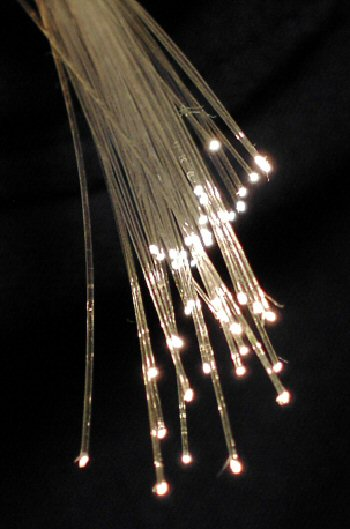
光ファイバー

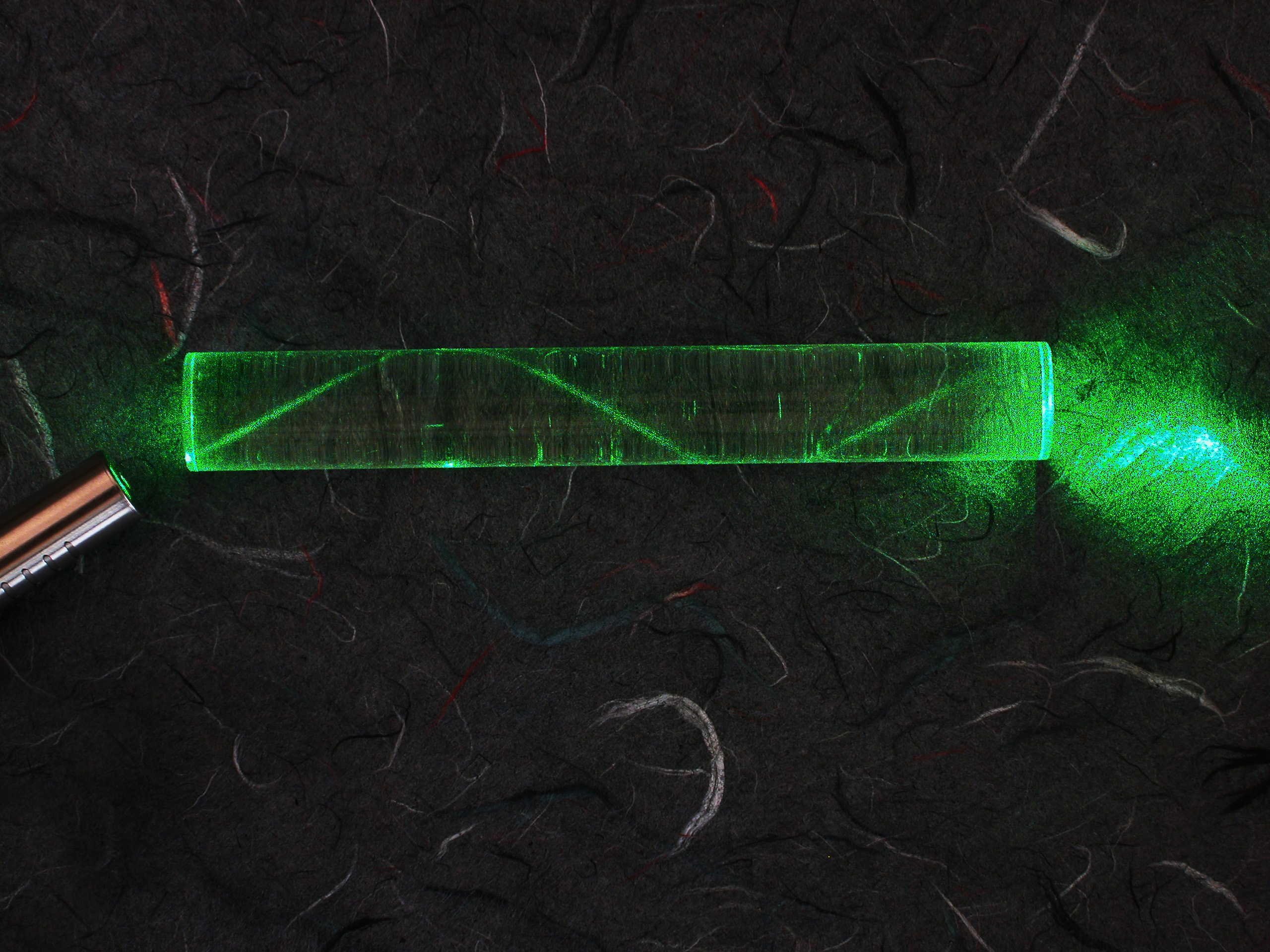
Perspex社製アクリル棒に入射された光が内部を伝わる様子

光ファイバー（ひかりファイバー、中: 光導纖維、英: optical fiber）とは、離れた場所に光を伝える伝送路である。optical fiberを逐語訳して光学繊維（こうがくせんい）とも呼ばれる。
※JIS での表記は光ファイバ

## 特徴
電磁気の影響を受けずに極細の信号線で高速信号が長距離に伝送できるため、デジタル通信を中心に多くの通信用途に使用されている。2023年現在、1本の光ファイバーにおいて、1.7 Pbpsの通信容量をもつ結合型19コアファイバが開発されている。無中継での伝送では100 km間隔のものが実用化されている。

## 構造
光ファイバーはコア(core)と呼ばれる芯とその外側のクラッド(clad)と呼ばれる部分、そしてそれらを覆う被覆の3重構造になっていて、クラッドよりもコアの屈折率を高くすることで、全反射や屈折によりできるだけ光を中心部のコアにだけ伝播させる構造になっている。コアとクラッドはともに光に対して透過率が非常に高い石英ガラスまたはプラスチックでできている。
また、被覆がないコアとクラッドのみの状態を単に「光ファイバー」と呼び、光ファイバーの表面をシリコーン樹脂で被覆したものを「光ファイバー素線」、光ファイバー素線をナイロン繊維で被覆したものを「光ファイバー心線」、光ファイバー心線を高抗張力繊維と外皮で被覆したものを「光ファイバーコード」とする呼びかたもある。複数の光ファイバー心線に保護用のシースと呼ばれる被覆をしたものを光ファイバー・ケーブルと呼ぶこともある。

## 特性

### 屈折率と透過率
一般的な石英ガラスを使った光ファイバーのコアとクラッドの屈折率の差は、わずかに0.2ないし0.3パーセント程度である。石英ガラスの屈折率はおよそ1.5なので、1秒間に地球を5周程度回る速度(約20万 km/s)（1kmあたり約5μs）で光信号が伝わってゆく（物質中の光の伝播速度は、光速を屈折率で割ったものになる）。

### 損失
光ファイバーの中で失われる光の量（伝送損失）は1 kmあたり数パーセント程度（値にして0.2ないし0.4 dB/km）である。
光ファイバー中の光の減衰は以下の多くの要素が関係している。低損失で長距離伝送が可能な光ファイバーの製造にはこれらの影響を小さくすることが求められる。したがって光ファイバーに使われる材料は特に高純度なものを所定の屈折率になるよう微量の添加物を入れたものを、組織の歪みができないよう注意して製造される。

#### 素材固有要因
- 吸収損失
  - 紫外吸収
  - 赤外吸収
- 散乱損失
  - 線形散乱（レイリー散乱、屈折率、密度変動）
  - 非線形散乱（ブリルアン散乱、ラマン散乱、格子振動との結合）

#### 外的要因
- 吸収損失
  - 遷移金属イオンによる吸収
  - ヒドロキシ基による吸収
- 散乱損失
  - 構造不完全性による散乱
  - 結晶などの異物による散乱
- 放射損失
  - 光ファイバーの曲がり（曲げによる放射損失、マイクロベンディング・ロス）
- 接続損失
  - 光ファイバの接続面からの反射（フレネル損失）
  - 光ファイバの接続時のずれ
  - 発光素子、受光素子の結合損失

## 歴史
17世紀に、波動の屈折の法則が、ヴィレブロルト・スネルによって定式化された。
1820年に、ガラス板の中に光が閉じ込められる条件が、オーギュスタン・ジャン・フレネルによって定式化された。
1840年ごろ、反射による光の誘導の公開実験が、Daniel Colladonとジャック・バビネによってパリで行われた。
1870年、ジョン・ティンダルが光の全反射の条件を記し、水流で光を曲げる実験をロンドンで行なった。
1880年、音声を可視光線の信号に乗せ通信を行うフォトフォンの実験が、アレクサンダー・グラハム・ベルによって行われた。
1888年ごろ、初期のテレビ画像伝送の試みとして、曲がったガラスパイプやガラスロッドに光を通す方法がウィーンやフランスで考案された。
このころから、テレビの画像通信や潜望鏡、胃カメラなどにさまざまな光の導波路を用いる試みがなされた。
1910年、光の閉じ込めをガラス繊維に拡張した条件が、ホンドロス（D. Hondros）とピーター・デバイによって定式化された。
1925年、空洞のパイプやガラス・プラスチックロッドをつなげた光の伝導路で画像を伝送する方法の特許が、ジョン・ロジー・ベアードによって出願された。
1930年、ドイツのハインリッヒ・ラム (Heinrich Lamm) が、ガラス繊維の束に光を導く実験を行なった。これが、ガラスファイバーの束に光を通す初めての試みとなった。
1936年、逓信省研究所の関壮夫と根岸博（清宮博）が、ガラスロッドの湾曲部にプリズム・レンズを用いて、全反射によって光線信号を伝送する光線導管による光通信を考案し、特許を出願した。
1958年になるとガラスファイバーの芯を違う種類のガラスで巻くという、コアとクラッドによって構造される石英ガラスファイバーがインド人物理学者のナリンダー・シン・カパニーによって考案される。これにより、ケーブル内の屈折率の違いによって光を全反射で誘導するという光ファイバーの基礎が確立され、このとき初めてオプティカル・ファイバー(光ファイバー)と名づけられた。ナリンダー・シン・カパニーは光ファイバーの発明者とされ、光ファイバーの父と称される。
1961年、Elias Snitzerによって、シングルモード光ファイバーが提案された。
1964年、西澤潤一、佐々木市右衛門は、ガラスファイバーのコア内の屈折率を中心から周辺に向かって連続的に低くなるように変化させ、入射角の異なる光をファイバー内で集束させる自己集束型光ファイバー(今日にいうGI型光ファイバー)の概念を特許出願により提案し、自己集束型光ファイバーによる光通信の可能性について言及した。しかし特許庁は意味がわからないと不受理にした。
同様の構造の光ファイバーは、ベル研究所のスチュワート・ミラーによっても提案されている。ミラーは、ガラスが効率的な長距離伝送の媒体となることを理論的に示した。
1965年、チャールズ・K・カオの論文により、ガラスの不純物濃度を下げれば光の損失を低減できるので、損失率が20 dB/kmであれば通信用の光ファイバーに利用できる旨の提案がなされた。これまでに確立された理想的なガラスファイバーの理論から、不純物を含む現実的なガラスファイバーでの光の減衰特性の理論を唱えた画期的なものであった。
これにより、ガラスファイバーの不純物を下げる研究が活発に行われるようになり、光ファイバーは実用化に向けて大きく前進した。
カオは、光通信用の光ファイバーに対する先駆的な貢献により、1996年に日本国際賞、2009年にノーベル物理学賞を受賞した。
1965年、世界初の光ファイバーによるデータ転送システムのデモンストレーションがドイツの物理学者マンフレッド・ベルナーによってテレフンケン研究所で行われ、このシステムの特許が1966年に申請された 。
1966年には、西澤の研究は日本板硝子と日本電気によってセルフフォーカスファイバー「セルフォック」として実現される。その時点では60 dB/kmが限度であった。
1970年、アメリカのコーニング社が通信用光ファイバーを実用化したと発表し、光ファイバの製造法とカオ論文に示された光ファイバの構造を始めとする基本特許（米国特許第三六五九九一五号）を得た。コーニングの光ファイバーは非常にもろく、まだ実用化にはほど遠いものであったが、カオの理論通りに20 dB/kmの損失を達成した。日本の特許庁はそれが西澤と類似するものであることを知りながら口をつぐんだ。
またコーニング社の発表に続く形で、不純物のドーピングによる多層結晶成長の技術によって、常温で連続作用可能な半導体レーザーがベル研究所のパニッシュと林厳雄によって試作された。
同時期に、同研究所のアーサー（A. J. Arthur）とチョー（A. Y. Cho）が新たな結晶成長方法、分子線エピタキシー（MBE）を考案した。MBEで作った新素子は寿命100万時間を達成した。
これらの技術により、光ファイバーのレーザー光源の技術が確立された。
1974年、ベル研究所のジョン・マクチェスニーはMCVD（内付気相堆積）法での光ファイバーの製法を編み出した。
この結果、損失率は1.1 dB/kmに低下した。
1977年、日本電信電話公社（電電公社、現在のNTT）の茨城電気通信研究所の伊澤達夫が、VAD（気相軸付け）法による光ファイバーの製造方法を発明した。
1980年には、VAD法によって、損失値は0.20 dB/kmに達した。
現在、VAD法の製造スピードはMCVD法の約100倍となっている。
1985年、サザンプトン大学のプール（S. B. Poole）が、エルビウムという元素を光ファイバーのガラスに少量加えると、光だけで動作する増幅器を作れることを発見した。この発見をもとに、サザンプトン大学のペイン（David Payne）とミアーズ（P. J. Mears）、ベル研究所のドゥスルヴィルが、エルビウム添加ファイバー増幅器（EDFA; Erbium Doped Fiber Amplifier）を開発した。これにより、レーザー中継による光信号増幅器よりも効率の良い伝送を行うことが可能となった。
同年、連邦通信委員会は国際回線における光ファイバーの私的所有を認可した。
同年2月、日本では電電公社が北海道旭川市と鹿児島県鹿児島市間をつなぐ日本縦貫光ファイバーケーブル網を完成させた。
2000年代にかけて日本国内では光ファイバを採用するブロードバンドインターネット接続が各地で広がった。

## モードによる分類
光ファイバーのコアを伝播する光の伝搬経路は、設計によって1つから複数に分かれる。この伝搬経路をモードとよび、モードの数により分類できる。1つのモードのみをもつ光ファイバーを「シングルモード・光ファイバー」とよび、複数の経路を持つ光ファイバーを「マルチモード・光ファイバー」と呼ぶ。
円筒状の伝送路である光ファイバーに横波である光を伝送すると、経路が同じでも偏波面が異なる、いわゆる偏波モードが生じる。光ファイバーの形状が完全な円筒であり、屈折率や温度などの条件も完全に均一であれば、伝送特性は偏波モードに依らない。しかし、実際には製造工程での狂いや外力などの不均一性により、伝送特性が偏波モードに依存することが多い。そのため、1つのモードを持つ「シングルモード・光ファイバー」であっても2つの偏波モードを持つ。偏波モードによる伝送特性、特に遅延特性の差は偏波モード分散と呼ばれており、主に波長分割多重や長距離伝送にて伝送距離を制限する。

### マルチモード・光ファイバー

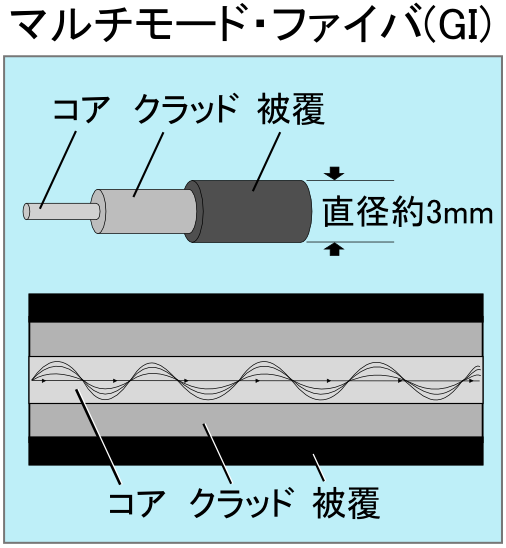
マルチモード・光ファイバー

マルチモード・光ファイバー（Multi mode optical fiber）は、光が多くのモードに分散して伝送されるものである。
シングルモード型と比較して以下の特性がある。
- コア径が太く曲げに強い
- 光ファイバー同士の接続や光ファイバーと機器との接続が比較的容易である
- 伝送損失等が大きく長距離伝送に向かない
- 安価である

グレーデッド・インデックス型
グレーデッド・インデックス（Graded index、GI）型は、屈折率分布型とも呼ばれ、コアの屈折率が動経方向に対して二次関数的に連続変化するようなものである。中心から離れるに従って屈折率を小さくしているため、光が徐々に屈折しコアに閉じ込められることになる。また、媒質中の光の速度は屈折率に反比例するため、光の速度は中心から離れるにつれて速くなる。これにより、斜めに進む光と直進する光が端から端まで到達する速度は同じになり、伝送波形が崩れにくい。ステップ・インデックス型に比べ製造が難しく高価になりがちであるが、高速伝送が可能である。ガラス製の場合、クラッド外径が125 μm、コア径が50 μm、62.5 μmの2種類があり、10 Gbpsで500 mの中距離高速伝送が可能である。完全フッ素化ポリマーを使用したプラスチック製の場合、クラッド外径が500 μm、コア径が120 μmであり、10 Gbpsで100 mの伝送が可能である。
マルチステップ・インデックス型
マルチステップ・インデックス（Multi-step index、MI）型は、コアの屈折率が動経方向に対して段階的に変化するものである。SI型とGI型との中間的な性質を持つ。
ステップ・インデックス型
ステップ・インデックス（Step index、SI）型は、コアとクラッドの界面のみで屈折率が不連続に変わるものである。コアとクラッドの境界面で全反射するような角度で入射させ光を伝送する。しかし、斜めに入射した光が中央を真っ直ぐ進む光より長い距離を進み到達時間が長くなることになり、長距離伝送後に元の波形が崩れてしまうという欠点がある。グレーデッド・インデックスに比べ製造が簡単で安価であるが、高速伝送・伝送距離などの特性はやや劣る。プラスチック製の場合クラッド外径が1,000 - 750 μm、コア径が980 - 500 μm程度であり、LEDを光源とした400 Mbpsで10 m程度までの伝送が可能である。音声やビデオの短距離伝送に用いられている。

### シングルモード・光ファイバー

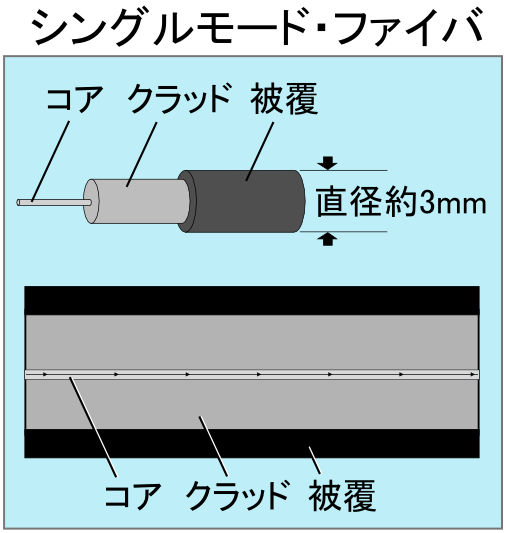
シングルモード・光ファイバー

シングルモード・光ファイバー（Single-mode optical fiber）は、光が単一のモードで伝送されるものである。遠距離通信用のガラス製光ファイバーは、この方式が一般的となっている。ガラス製の場合、マルチモード・ファイバーと同じくクラッド外径は125 μmであるが、モードフィールド径が9.2 μmと細い。ITU-Tの勧告として標準化されている。
マルチモード型と比較して以下の特性がある。
- 伝送損失等が小さく長距離伝送に適合する
- コア径が細く曲げに弱い
- ケーブルの接続に際し専用の器具を用いて端末加工や融着接合する必要があり、取り回しが煩雑である[25]。
- 高価である

#### 種類
G.652 汎用シングルモード型（SM）
1,310 nm帯に零分散波長があるもの。日本国内でNTTやKDDIをはじめとして、幹線に使用されているのが、このシングルモード型である。FTTHで各家庭に引き込まれている光ケーブルにもこのSM型が内蔵されている。
G.653 分散シフトシングルモード型（DSF）
1,310 nm帯よりも伝送損失が低い1,550 nm帯を零分散波長とし、より長距離伝送を可能にしたもの。
G.655 非零分散シフトシングルモード型（NZ-DSF）
零分散波長を1,550 nm帯から少しずらすことにより、非線形現象を抑制して波長分割多重（WDM）のときの伝送特性を良くしたもの。
G.656
広い波長域で低分散である。
G.657
ビル内や宅内配線用に曲げた場合の光損失を低減したもの。

## 素材による分類

### プラスチック製・光ファイバー
プラスチック製・光ファイバー（Plastic optical fiber）は、ガラス製の物に比べて以下の点で特徴がある。
- 伝送損失が大きく、長距離高速伝送に向かない。
- 安価である。
- コア径が太く曲げに強い。
- 光ファイバー同士の接続や光ファイバーと機器との接続が比較的容易である。
- 比重が小さく軽量である。

そのため、近距離の伝送に用いられる。

#### プラスチック製・光ファイバーの材料
クラッド材料には、低屈折率をもつフッ素系ポリマーが用いられる。コア材料には、高屈折率、透明性、強度などが必要とされる。以下のものがよく用いられている。
完全フッ素化ポリマー
完全フッ素化ポリマーは、C-H結合をC-F結合に完全に置換し振動吸収を長波長側へ変化させ、光学損失を軽減するために用いられる。GI型で用いられていて、光学特性の面から注目されている。
ポリメタクリル酸メチル系
ポリメタクリル酸メチル（PMMA）系物質は、以下の特性からSI型で用いられている。
- 安価
- 機械的特性が良好
- 可視光の透過性が良好
- 原料からファイバ製品まで完全密閉で連続製造可能。

ポリカーボネート
ポリカーボネートは、PMMAに比べて耐熱性が高いため、自動車用などに用いられる。
ポリスチレン
ポリスチレンは、ベンゼン環を有するため可視領域での損失が大きい。
含重水素化ポリマー
含重水素化ポリマーは、C-H結合をC-D結合に一部置換し振動吸収を長波長側へ変化させ、光学損失を軽減するために用いられる。強度特性の低下はないが、吸水による光学特性の劣化が大きくなる。

#### プラスチック製・光ファイバーの製造法
1. モノマー製造:
2. モノマー精製: モノマーの純度を上げて特性の低下を防ぐ。
3. 重合: 一定の分子量になるように反応させる。
4. 溶融紡糸: 溶融した状態で、コアを内層・クラッドを外層とする糸にする。
5. 被覆: 表面に別の高分子を付着させ保護層とする。

### ガラス製・光ファイバー

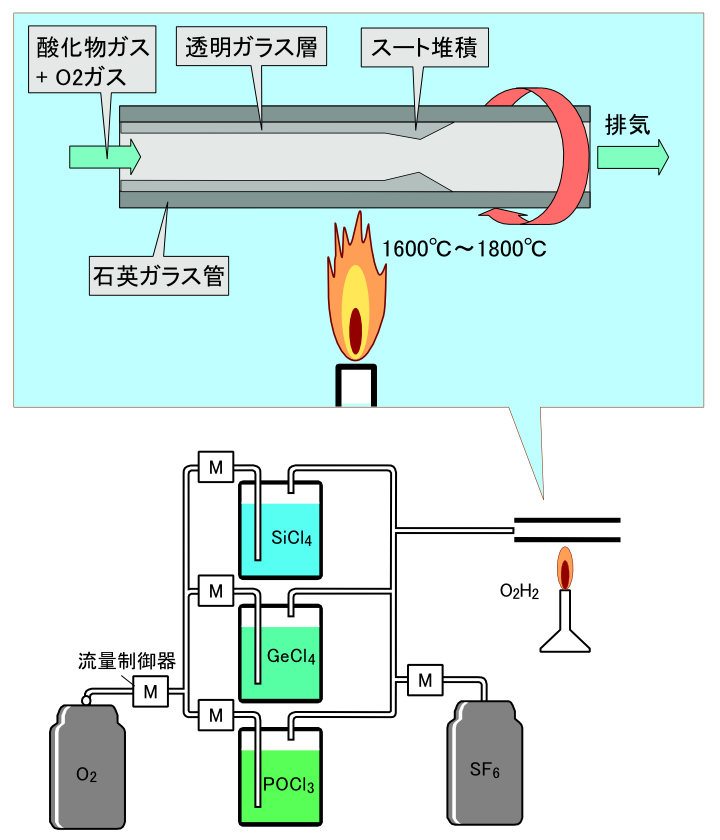
MCVD法

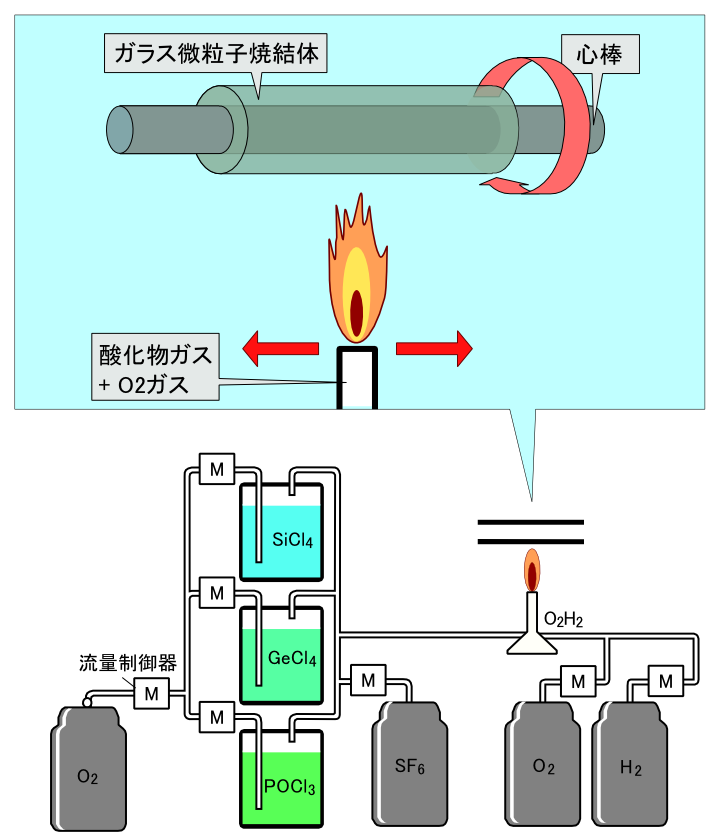
OVD法

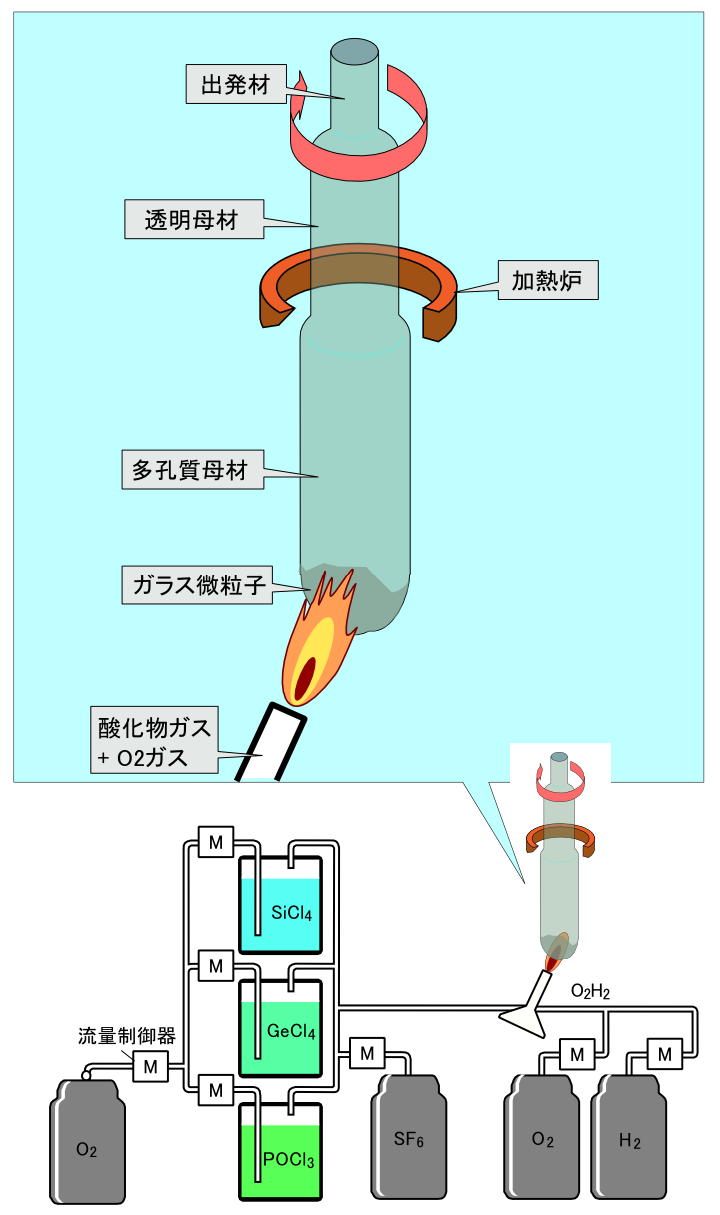
VAD法

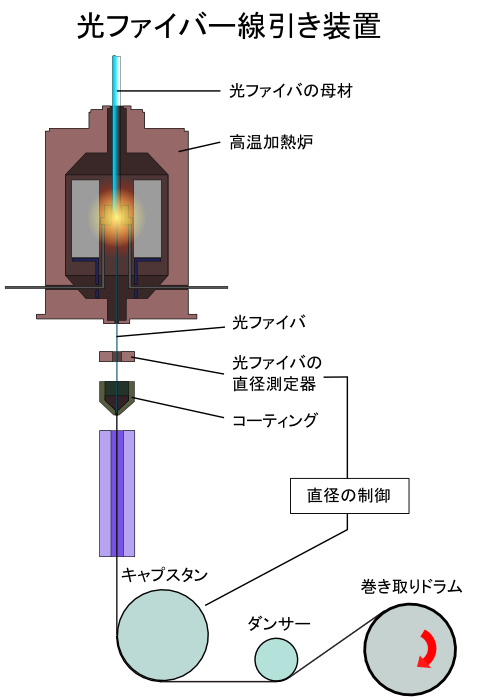
光ファイバー線引き装置

ガラス製・光ファイバー（Glass optical fiber）は、コア、クラッド共に石英ガラス（シリカ・ガラス）が用いられる。光を閉じこめて伝播させるにはコアとクラッドに屈折率差が必要なため、コアには屈折率を上げるためにGe（ゲルマニウム）やP（リン）、クラッドには屈折率を下げるためにB（ホウ素）やF（フッ素）などが添加される。プラスチック製・光ファイバよりも伝送損失が小さいため、長距離伝送用の光ファイバーとしてよく用いられる。通信に用いる場合、伝送損失を下げる必要があるため、コア材料は最大の透明度が得られるように高純度のシリカ・ガラスが使われている。特に含水量（OH基）は数ppmまでに低減させている。これにより、伝送損失は0.3 dB/km以下に抑えられている。
ただし、海底ケーブルは長距離であるため、シリカ・ガラスよりもさらに伝送損失が小さいフッ化物ガラスが用いられる。
プラスチック製光ファイバーに比べて以下の特徴がある。
- 伝送損失が小さく特性が良いので、長距離高速伝送に適合する。
- コア径が細く曲げに弱い。
- 光ファイバー同士や光ファイバーと機器との接続に、正確な軸あわせのできる特殊工具や機械的強度のある接続器具が必要である。
- 比重が大きく重い。
- 高価である。

#### ガラス製・光ファイバーの製造法
ガラス製・光ファイバーの製造は母材製造（プリフォーム）と線引きの2段階よりなる。
母材製造
MCVD法（Modified chemical vapor deposition method）
天然水晶から精製された石英ガラス管内にO2ガスによって気化したSiCl4、GeCl4、POCl3ガスを混合して送り込む。この管の外側から水素・酸素バーナーによって、摂氏1,600-1,800度まで加熱すると、送り込まれた酸化物ガスは一度「スート」（Soot）と呼ばれるガラス微粒子の集合体になって回転している石英ガラス管の内面に堆積してゆく。スートはバーナーからの熱を受けてより高温になって透明ガラスの層に変化する。このような堆積操作を100回程度行い、最後に管の内側に所要のガラス層が積層された石英管をさらに加熱し、中心部をつぶして母材とする。
OVD法（Outside vapor deposition method）
MCVD法と同様にArガスを使ってSiCl4とGeCl4などのガラス原料ガスの蒸気を作りH2とO2のガスで加熱したターゲットロッドの側面に吹き付けてスートを堆積させる。スートが十分に成長すれば、ターゲット・ロッドをスートの管状堆積体（スート母材）から引き抜き、次にスート母材を高温加熱によって焼結して、管状で透明な光ファイバー母材を得る。
VAD法（Vapor phase axial deposition method、気相軸付け法）
水素と酸素の混合気体の火炎中で、高純度のSiCl4や屈折率に変化を持たせるGeCl4などを燃焼させることにより、不純物の少ないガラスを精製し、種となる棒の上に積もらせ、棒を移動させることにより長くしていく方法である。内周部と外周部で添加物の種類や濃度を変えることによりGI型のコアの形成やコアとクラッドの同時形成ができる。大型の母材を精製することができるため、低コストで光ファイバー芯線を製造することができる。
上記3つの代表的なガラス製・光ファイバーの製造方法では、ガス化した原料の使用によって送り込む添加物の種類や濃度をコントロールすることが容易であるため、屈折率分布が複雑なファイバーや、特殊な元素をドープしたファイバーを比較的容易に製造することができる。
線引き
製造された母材を縦方向にして約2000℃にした電気炉にいれ、石英が溶けて自重で糸状に引き伸ばされて垂れてきたものを、保護樹脂で被覆して巻き取り、光ファイバー素線とする。

### フッ化物ガラス製・光ファイバー
石英系のガラス製・光ファイバーと主要組成が異なり、ZrF4（フッ化ジルコニウム）やAlF3（フッ化アルミニウム）などを主成分とする光ファイバー。製造および加工が非常に難しく、製品化できている企業は世界で数社しかない。石英系のガラス製・光ファイバーと比べて以下のような特徴があるので、伝送用以外の用途で使用されている。
- AlF3系は3.5 μm、ZrF4系は4.0 μmまで損失の増大がない。
- 希土類元素を添加した際の優れた発光特性。

## 新しい光ファイバー

### フォトニック結晶ファイバー
フォトニック結晶ファイバーと呼ばれる新しい構造の光ファイバーが登場している。以下の2つのタイプがある。いずれも、クラッド部に等間隔の空孔が空けられている。
屈折率導波型
コア部がクラッド部のガラスと同じ素材で構成されており、別名ホーリー・ファイバーとも呼ばれる。クラッド部に作られた等間隔の空孔による屈折率1.0の低屈折率とコア部がクラッド部のガラスの1.5ほどの屈折率との大きな差によって光を閉じこめる。
フォトニック・バンドギャップ・ファイバー
コアが空孔で、クラッド部にも等間隔の空孔が空けられており、ブラッグ反射によって光が中央の空孔内を伝播する。非線形光学効果や、材料分散の影響がほとんどない光ファイバーが作られると期待されているが、孔の配列乱れ等により特性が劣化するため、現在は通常の光ファイバを越える損失特性を持つものはできていない。

### 増幅器用光ファイバー
光ファイバーはそのほとんど全てが通信用に使用されており、本記事中でも特に断らない限りすべて通信用光ファイバーについて記述している。1980年代後半に光ファイバーを使った光増幅器が発明されてからは、いくつかの改良を経て、2000年代後半の現在は、MCVD法によって製造される希土類イオンEr3+（エルビウム）やPr3+（プラセオジム）を添加した光増幅器専用の光ファイバーが製造されている。
希土類のハロゲン化物は蒸気圧を上げるのが困難なため、別に加熱するなどの工夫が求められている。

## 光ファイバーの用途

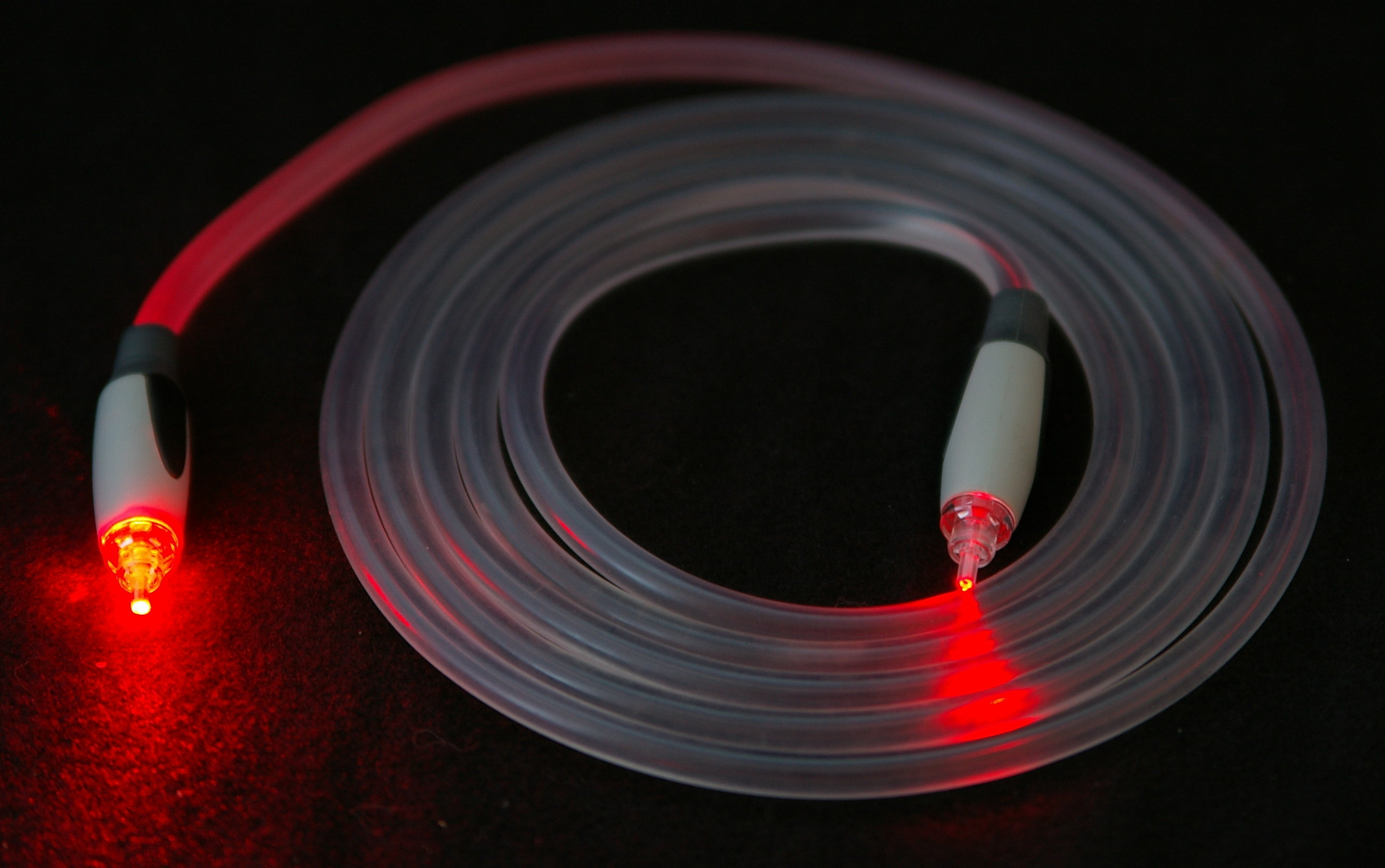
TOSLINK光ファイバー・ケーブルが発光しているもの。写真では両端から光が出ているがこれは演出であり、左側のコネクタ内に光源を内蔵して、光を入射している。

### 通信線
光ファイバーは伝搬する光の損失が少ないため、長距離での光通信を行うことが可能である。また、光を用いるため早い速度での通信が可能である。このため、通信で主に使用される。通信用の光ファイバーについては光ケーブルを参照。

### 計測
光ファイバー内を伝わる光の変化によりいろいろな情報が得られ、測定が行える。光ファイバー自体がセンサーとして働くといえる。
散乱による計測
温度測定では、一点の温度でなく、光ファイバーの長さに渡っての一次元の温度が得られる。
干渉による計測
光ファイバジャイロスコープ
また一定間隔のパルスを送信して乱反射が返ってくる時間を測定することにより、正確に光ファイバーの屈折を検出することが可能となる。これによりトンネル工事などの現場の地盤の歪みなどを検出し、落盤事故などを防止することが可能とされる。
分散された蛍光体による計測
放射線計測装置
光ファイバー内に蛍光体を分散することで放射線が入射時に可視光を出してそれが伝わり端面から検出することができる。

## 光ファイバーメーカー
以下は2021年の主な世界シェア
1. コーニング（アメリカ）- 17.22%
2. 古河電気工業 - 12.41％
3. YOFC（中国） - 長飛光繊光纜 12.18％
4. ZTT（中国） - 中天科技集团　09.35％
5. HTGD （中国） - 亨通光電　8.84％
6. FUTONG （中国） - 富通集団 8.7％
7. 住友電気工業 - 8.43％
8. プリズミアン（イタリア）- 8.17％
9. FiberHome（中国） - 烽火通信科技股分有限公司 7.76％
10. フジクラ - 5.53％
11. その他 - 1.41%

### 国内
2022年1月
1. 株式会社フジクラ	21.6%
2. ⽇本製線株式会社	19.6%
3. 住友電気工業株式会社	11.8%
4. 古河電気工業株式会社	11.8%
5. 株式会社ジュピターコーポレーション	7.8%
6. アライドテレシス株式会社	7.8%
7. 住友電工オプティフロンティア株式会社	3.9%
8. 昭和電線ケーブルシステム株式会社	3.9%
9. アンフェノールジャパン株式会社	3.9%
10. ダイトロン株式会社	3.9%

### その他
- ネクサンス（フランス）- 2008年世界9位、世界シェア3%。
- 日立金属 - 旧・日立電線
- 三菱電線工業 - 旧・大日日本電線